# 19392 Oyamada
19392 Oyamada è un asteroide della fascia principale. Scoperto nel 1998, presenta un'orbita caratterizzata da un semiasse maggiore pari a 2,2915762 UA e da un'eccentricità di 0,0581766, inclinata di 6,63646° rispetto all'eclittica.